# Hohenzollernstraße 58 (Mönchengladbach)

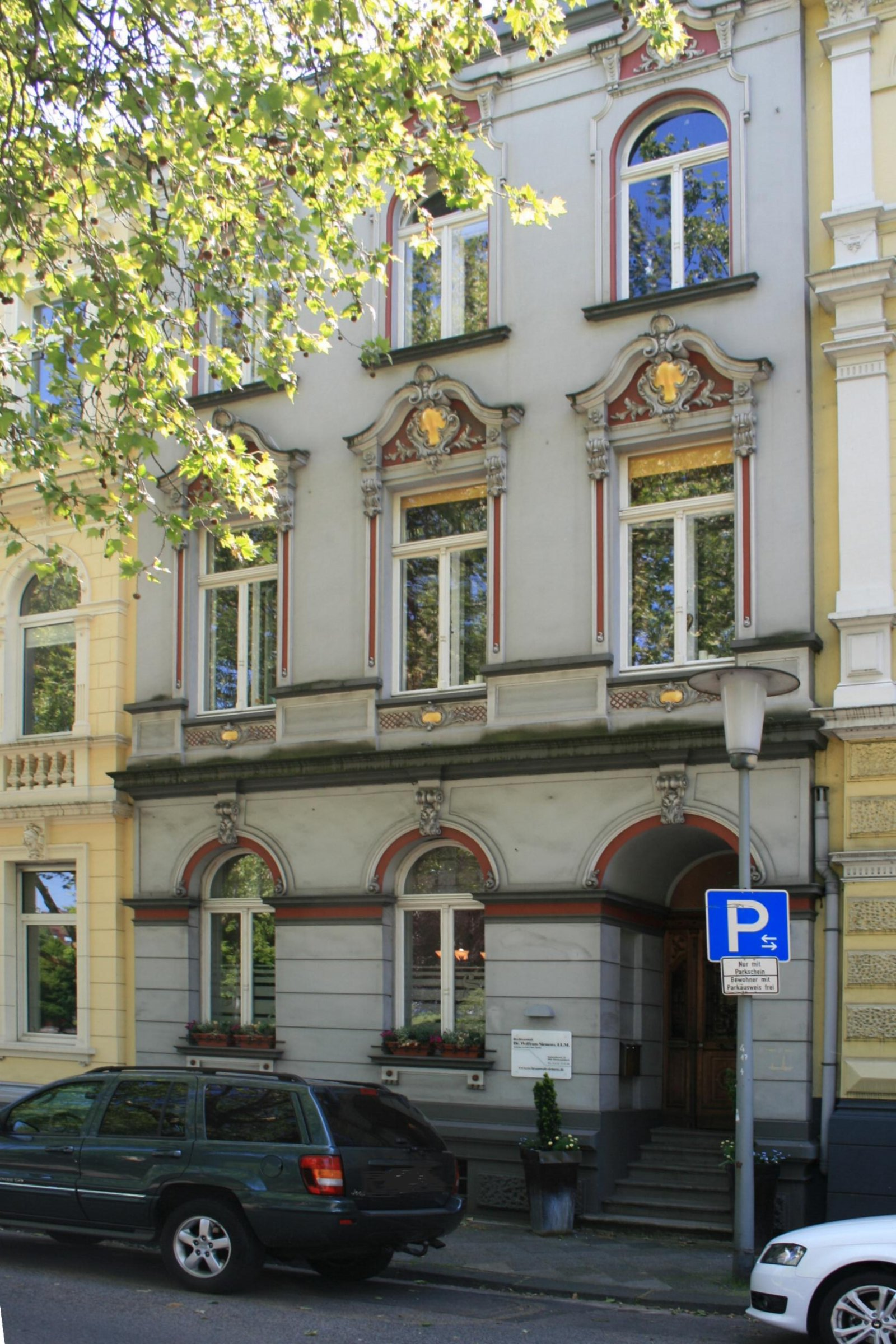
Wohnhaus (2010)

Das Wohnhaus Hohenzollernstraße 58 steht in Mönchengladbach (Nordrhein-Westfalen).
Das Gebäude wurde 1900 erbaut. Es wurde unter Nr. H 097  am 17. November 1997 in die Denkmalliste der Stadt Mönchengladbach eingetragen.

## Lage
Die Hohenzollernstraße liegt im nördlichen Stadterweiterungsgebiet unmittelbar gegenüber dem Bunten Garten und der Kaiser-Friedrich-Halle.

## Architektur
Es handelt sich um einen dreigeschossigen Putzbau von drei Achsen mit flach geneigtem Satteldach. Im Wesentlichen noch traditionelle Fassadengliederung des Rheinischen Dreifensterhauses unter Hervorhebung des ersten Obergeschosses im Sinne einer Beletage. Horizontalgliederung und -strukturierung durch Sockel-, Stockwerk-, Sohlbank-, weit vorkragendes Dachgesims sowie durch angedeutete Quaderimitation im Erdgeschoss.
Erschlossen wird das Gebäude durch die rechts angeordnete, tief eingeschnittene Eingangsnische. Die Fensteröffnungen sind in geschossweise variierender Form und Gestaltung ausgeführt. Als mit Schlussstein besetzte Rundbögen sind die Fenster des Erdgeschosses, einschließlich der Eingangsnische, ausgebildet. Die scheitrecht abschließenden Hochrechtecke des ersten Obergeschosses werden von stilisierten Pilastern und aufwändiger Bekrönung (Schweifgiebel über vegetabilischer Ornamentik) gerahmt und durch ornamentierte Brüstungsfelder mit verbindenden Putzkassetten betont. Schlichter, mit nur schmaler Profilleiste gefasst, präsentieren sich die Rundbogenfenster des zweiten Obergeschosses.